# Leïla Piccard
Leïla Piccard (ur. 11 stycznia 1971 w Les Saisies) – francuska narciarka alpejska, brązowa medalistka mistrzostw świata.

## Kariera
W zawodach Pucharu Świata zadebiutowała 21 marca 1992 roku w Crans-Montana, zajmując 27. miejsce w gigancie. Tym samym już w swoim debiucie wywalczyła pierwsze pucharowe punkty. Na podium zawodów PŚ po raz pierwszy stanęła 16 stycznia 1994 roku w Cortina d’Ampezzo, kończąc giganta na trzeciej pozycji. W zawodach tych wyprzedziły ją jedynie Austriaczka Anita Wachter i Włoszka Deborah Compagnoni. Łącznie cztery razy stawała na podium, odnosząc jedno zwycięstwo: 24 października 1997 roku w Tignes wygrała slalom równoległy. Najlepsze wyniki osiągnęła w sezonie 1997/1998, kiedy to w klasyfikacji generalnej zajęła trzynaste miejsce, a w klasyfikacji giganta była ósma. Ponadto w sezonie 1998/1999 była siódma w klasyfikacji giganta.
Podczas mistrzostw świata w Sestriere w 1997 roku zdobyła brązowy medal w gigancie, przegrywając tylko z Deborą Compagnoni i Karin Roten ze Szwajcarii. Był to jej jedyny medal wywalczony na międzynarodowych zawodach tej rangi. Była też między innymi dziewiąta w tej samej konkurencji na rozgrywanych dwa lata później mistrzostwach świata w Vail/Beaver Creek. W 1994 roku wystąpiła w gigancie i slalomie na igrzyskach olimpijskich w Lillehammer, jednak obu konkurencji nie ukończyła. Brała też udział w igrzyskach olimpijskich w Nagano cztery lata później, gdzie ponownie nie ukończyła żadnych zawodów.
W 2000 roku zakończyła karierę.
Jej bracia: Ian oraz Franck również uprawiali narciarstwo alpejskie, a najmłodszy brat Ted był narciarzem dowolnym.

## Osiągnięcia

### Igrzyska olimpijskie
| Miejsce | Dzień     | Rok  | Miejscowość | Konkurencja | Czas biegu | Strata | Zwyciężczyni       |
| ------- | --------- | ---- | ----------- | ----------- | ---------- | ------ | ------------------ |
| DNF2    | 24 lutego | 1994 | Lillehammer | Gigant      | 2:30,97    | -      | Deborah Compagnoni |
| DNF2    | 26 lutego | 1994 | Lillehammer | Slalom      | 1:56,01    | -      | Vreni Schneider    |
| DNF2    | 19 lutego | 1998 | Nagano      | Slalom      | 1:32,40    | -      | Hilde Gerg         |
| DNF1    | 20 lutego | 1998 | Nagano      | Gigant      | 2:50,59    | -      | Deborah Compagnoni |

### Mistrzostwa świata
| Miejsce | Dzień     | Rok  | Miejscowość       | Konkurencja | Czas biegu | Strata | Zwyciężczyni          |
| ------- | --------- | ---- | ----------------- | ----------- | ---------- | ------ | --------------------- |
| DNF1    | 9 lutego  | 1993 | Morioka           | Slalom      | 1:27,66    | -      | Karin Buder           |
| DNF2    | 10 lutego | 1993 | Morioka           | Gigant      | 2:17,59    | -      | Carole Merle          |
| 37.     | 14 lutego | 1993 | Morioka           | Supergigant | 1:33,52    | +4,15  | Katja Seizinger       |
| 13.     | 22 lutego | 1996 | Sierra Nevada     | Gigant      | 2:10,74    | +3,29  | Deborah Compagnoni    |
| DNF1    | 24 lutego | 1996 | Sierra Nevada     | Slalom      | 1:31,46    | -      | Pernilla Wiberg       |
| 14.     | 5 lutego  | 1997 | Sestriere         | Slalom      | 1:43,88    | +4,15  | Deborah Compagnoni    |
| 3.      | 9 lutego  | 1997 | Sestriere         | Gigant      | 2:39,19    | +1,76  | Deborah Compagnoni    |
| 9.      | 11 lutego | 1999 | Vail/Beaver Creek | Gigant      | 2:08,54    | +1,64  | Alexandra Meissnitzer |
| DNF2    | 13 lutego | 1999 | Vail/Beaver Creek | Slalom      | 1:33,97    | -      | Zali Steggall         |

### Puchar Świata

#### Miejsca w klasyfikacji generalnej
- sezon 1991/1992: 121.
- sezon 1992/1993: 94.
- sezon 1993/1994: 22.
- sezon 1994/1995: 21.
- sezon 1995/1996: 32.
- sezon 1996/1997: 32.
- sezon 1997/1998: 13.
- sezon 1998/1999: 26.
- sezon 1999/2000: 57.

#### Miejsca na podium w zawodach
1. Cortina d’Ampezzo – 16 stycznia 1994 (gigant) – 3. miejsce
2. Méribel – 30 grudnia 1994 (slalom) – 3. miejsce
3. Tignes – 24 października 1997 (slalom równoległy) – 1. miejsce
4. Val d’Isère – 19 grudnia 1997 (gigant) – 3. miejsce